# Ariane Obolensky
Pour les articles homonymes, voir Obolensky.
Ariane Obolensky, née le 13 janvier 1950, est une banquière et haute fonctionnaire française.

## Biographie

### Jeunesse et études
Née le 13 janvier 1950 à Cognac, en Charente, Ariane Obolensky est diplômée de l'Institut d'études politiques de Paris (section Service public, promotion 1970) et ancienne élève de l'École nationale d'administration (promotion Simone-Weil, 1974).

### Parcours professionnel
Ariane Obolensky sort de l'ENA dans le corps des administrateurs civils. Elle est affectée à la direction du Trésor du ministère des Finances (1974), aux côtés d'Élisabeth Guigou et de Jean-François Théodore. Eelle est directrice de cabinet du directeur du Trésor (1984).
En 1988, elle entre brièvement au cabinet du Premier ministre Michel Rocard, avant de devenir la même année chef du service des affaires monétaires et financières au ministère des Finances, puis chef du service des affaires internationales (1992).
Elle est vice-préside la Banque européenne d'investissement jusqu'en 1999, avant d'être élue présidente du directoire de la Banque de développement des PME la même année. Présidente du conseil d'administration du Centre français du commerce extérieur (2000), elle est de 2003, à 2013 directrice générale de la Fédération bancaire française. Depuis cette date elle conseille le président de la Fédération Bancaire Française, à cette époque Jean-Laurent Bonnafé
Elle est membre du groupe de réflexion des Gracques.